# 比利時分裂構想

比利時的社群

比利時分裂構想是假設比利時按語言分裂的構想，比利時國內外媒體對此均有討論。構想認為比利時的荷蘭語區（佛兰德）和法語區（瓦隆尼亚）應分裂為獨立國家。或佛兰德加入荷蘭（大荷蘭），瓦隆尼亞加入法國（合併主義）或盧森堡。令這一問題複雜化的原因是布魯塞爾和比利時德語社群在比利時分裂後的地位。